# ハンス・ヘイエルダール

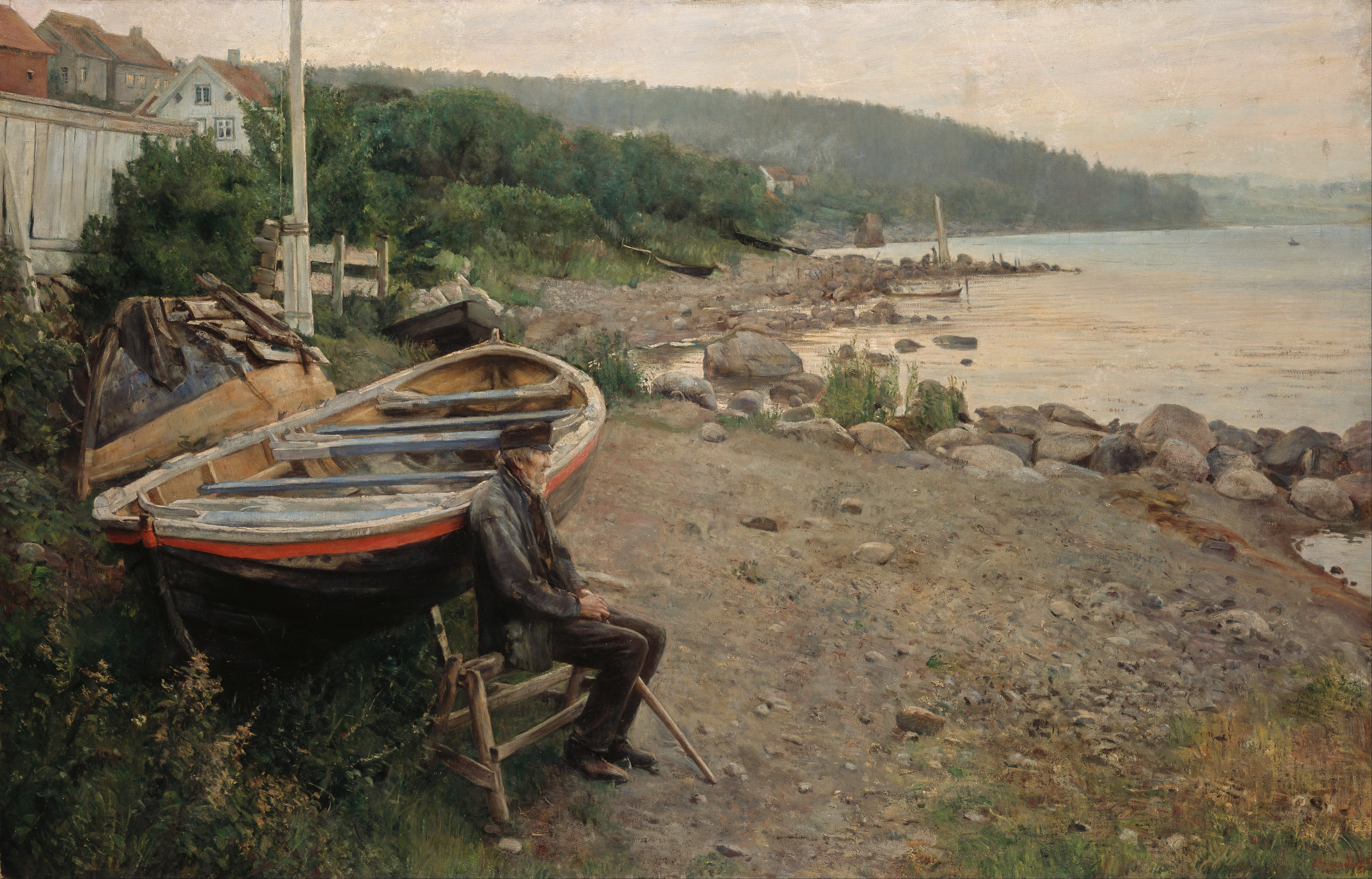
ヘイエルダール作、オースゴールストランの風景 (1887) オスロ国立美術館

ハンス・ヘイエルダール（Hans Heyerdahl、1857年7月8日 - 1913年10月10日）は、ノルウェーの画家である。アルノルト・ベックリンに影響を受けた象徴主義の作品や自然主義のスタイルの作品を描いた。

## 略歴
スウェーデンのダーラナ県のSmedjebackenで生まれた。父親のハルヴァー・ヘイエルダール(Halvor Heyerdahl: 1825-1900) は建築などの著名な技術者であり、1859年に父親が公的な役職に任命されたため、一家はノルウェー・ブスケルー県のドランメンに移った。
1873年にクリスチャニア（オスロ）の国立工芸学校で風景画家のペーダー・トゥルマン(Peder Cappelen Thurmann: 1839-1919)に学んだ。翌年、ミュンヘンに移り、ミュンヘン美術院に入学し、ヴィルヘルム・リンデンシュミットやルートヴィヒ・フォン・レフツに学び、風景画から人物画や歴史画を描くように変わった。美術院のいくつかの賞を受賞し、1878年のパリ万国博覧会の展覧会で歴史画で金賞を受賞した。1878年から1882年の間はパリで修行し、レオン・ボナに学んだ。1881年の展覧会でイタリア留学の奨学金の与えられるフィレンツェ大賞(Grand Prix du Florence)を受賞し、1882年から1884年の間はイタリアに留学し、象徴主義の画家アルノルト・ベックリン(1827-1901)と知り合い影響を受けた。
ノルウェーに帰国し、クリスチャニアで活動し、クリスチャン・クローグ(1852-1925)やエーリック・ヴァーレンショルド(1855-1933)といった画家と親しくなった。ノルウェーでは多くの肖像画も描いた。ノルウェーの自然主義を代表する画家となり、多くのノルウェーの画家に影響を与えた。1913年に聖オーラヴ勲章を受勲した。
1913年にオスロで没した。

## 作品

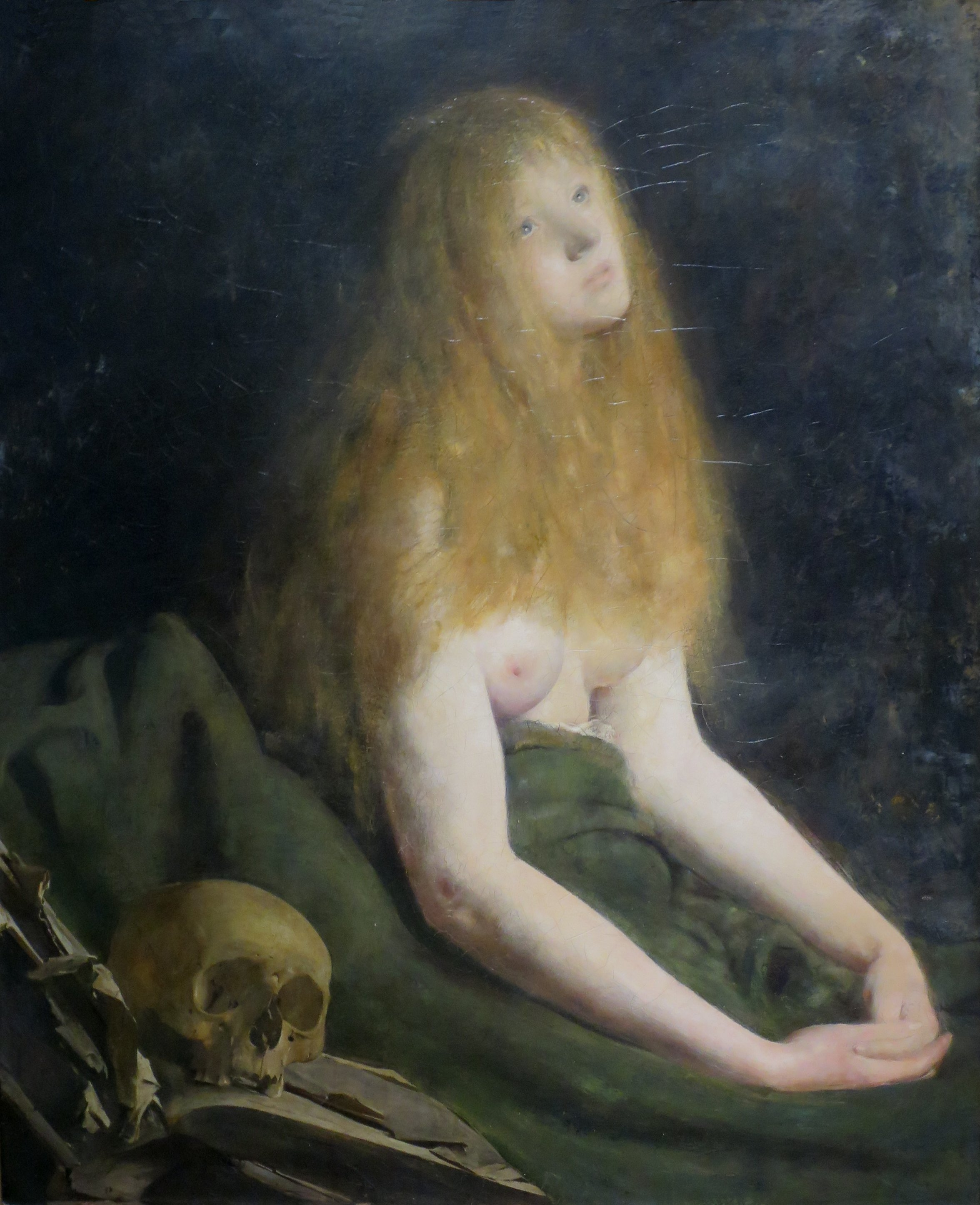
悔悛するマグダラのマリア (1877) ベルゲン美術館
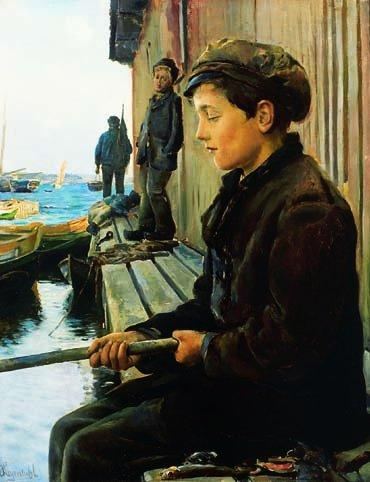
釣りをする少年 (1886) ドラメン美術館
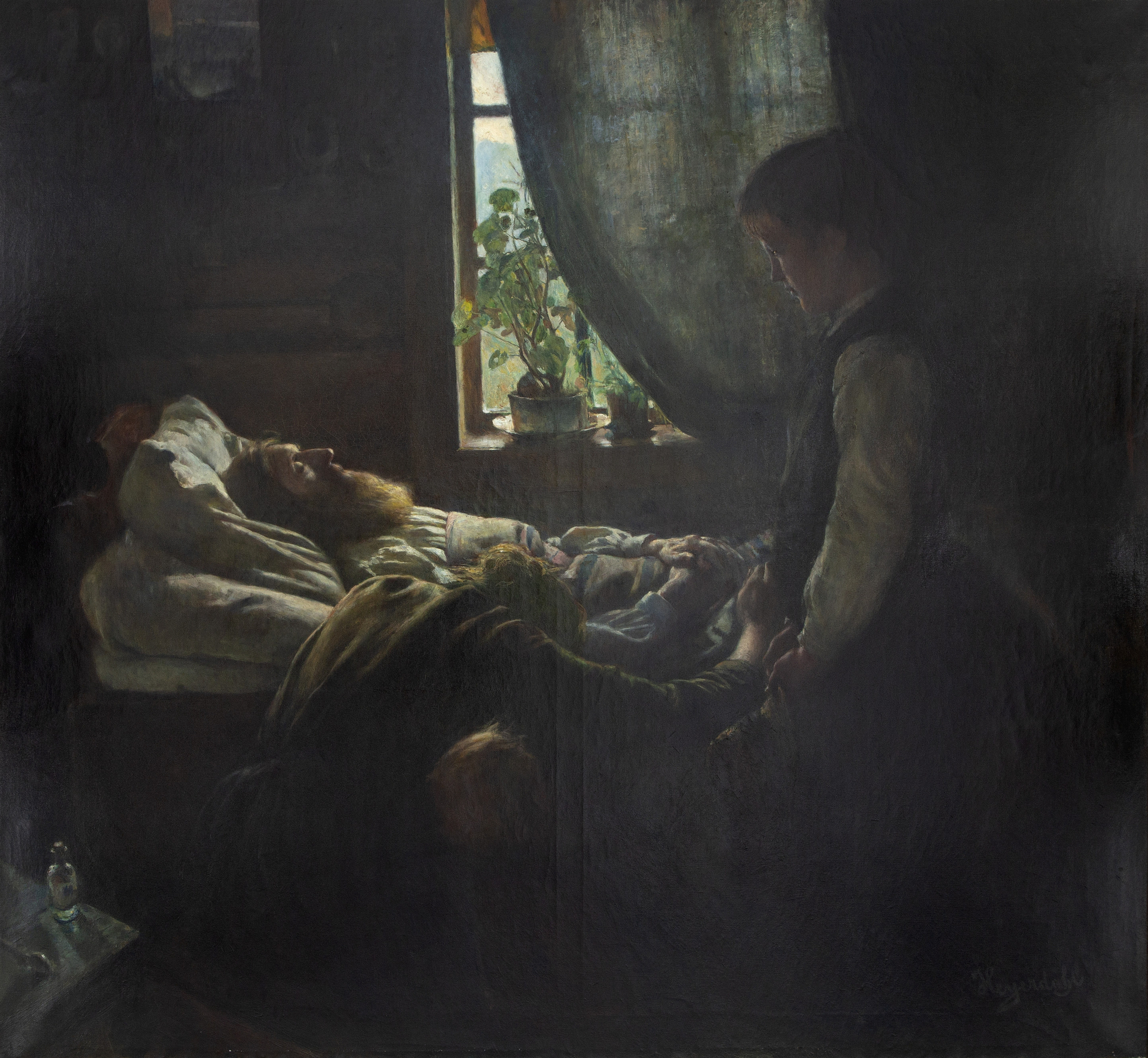
臨終の労働者(1888) Trondheim Art Museum
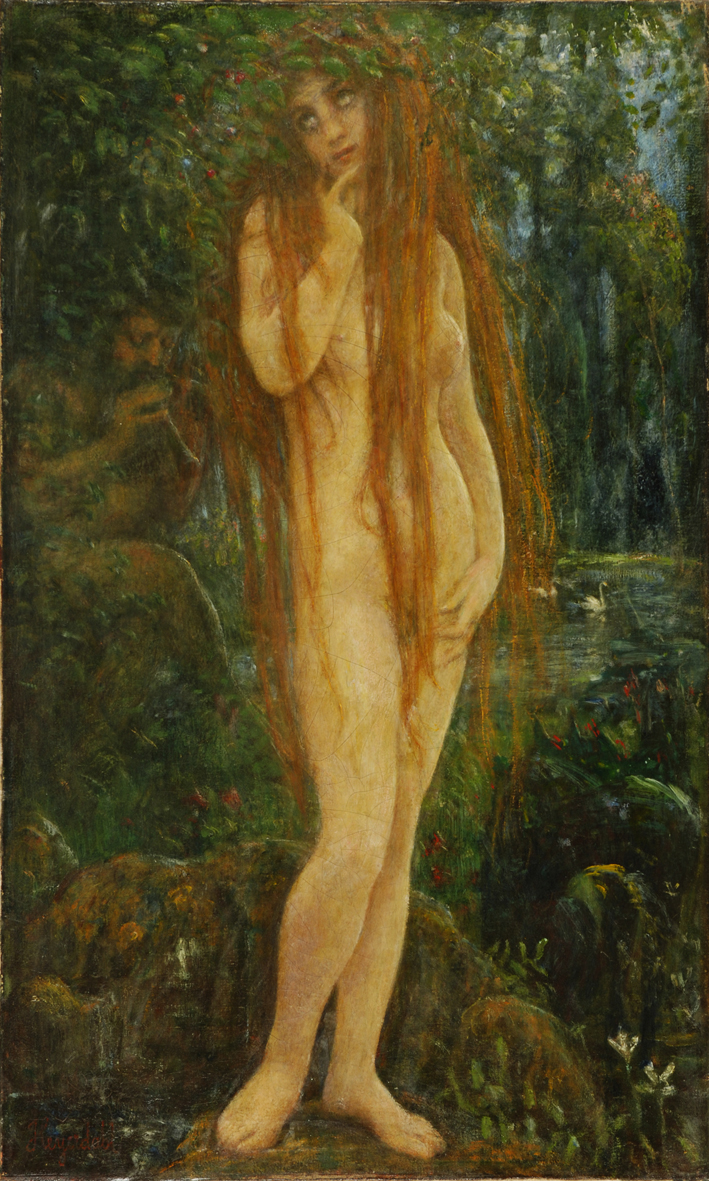
森の妖精 (1890) Nordnorsk Kunstmuseum
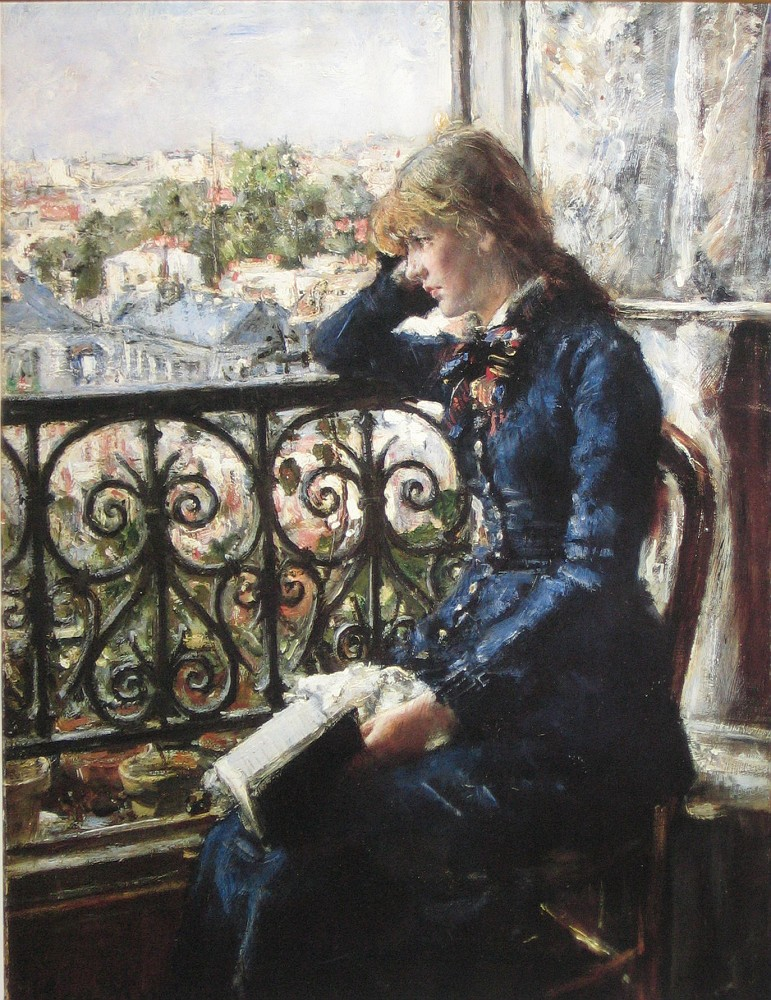
窓辺 (1881) オスロ国立美術館
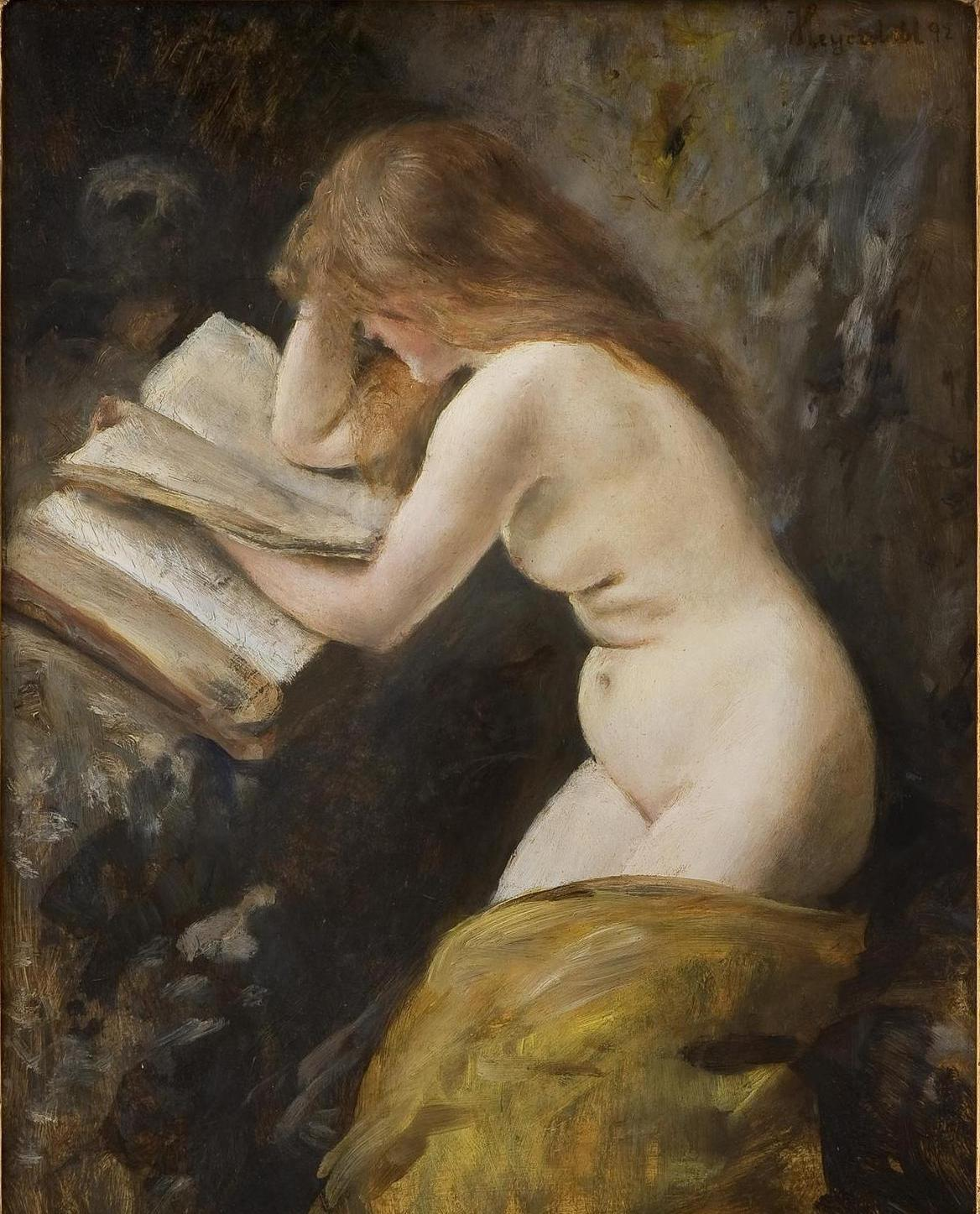
悔悛するマグダラのマリア (1892) 個人蔵
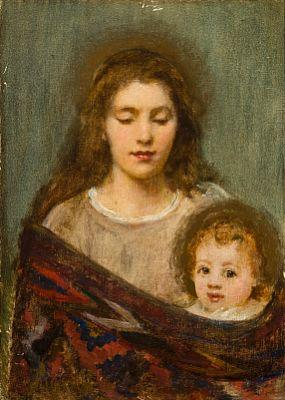
母と子 (1897)
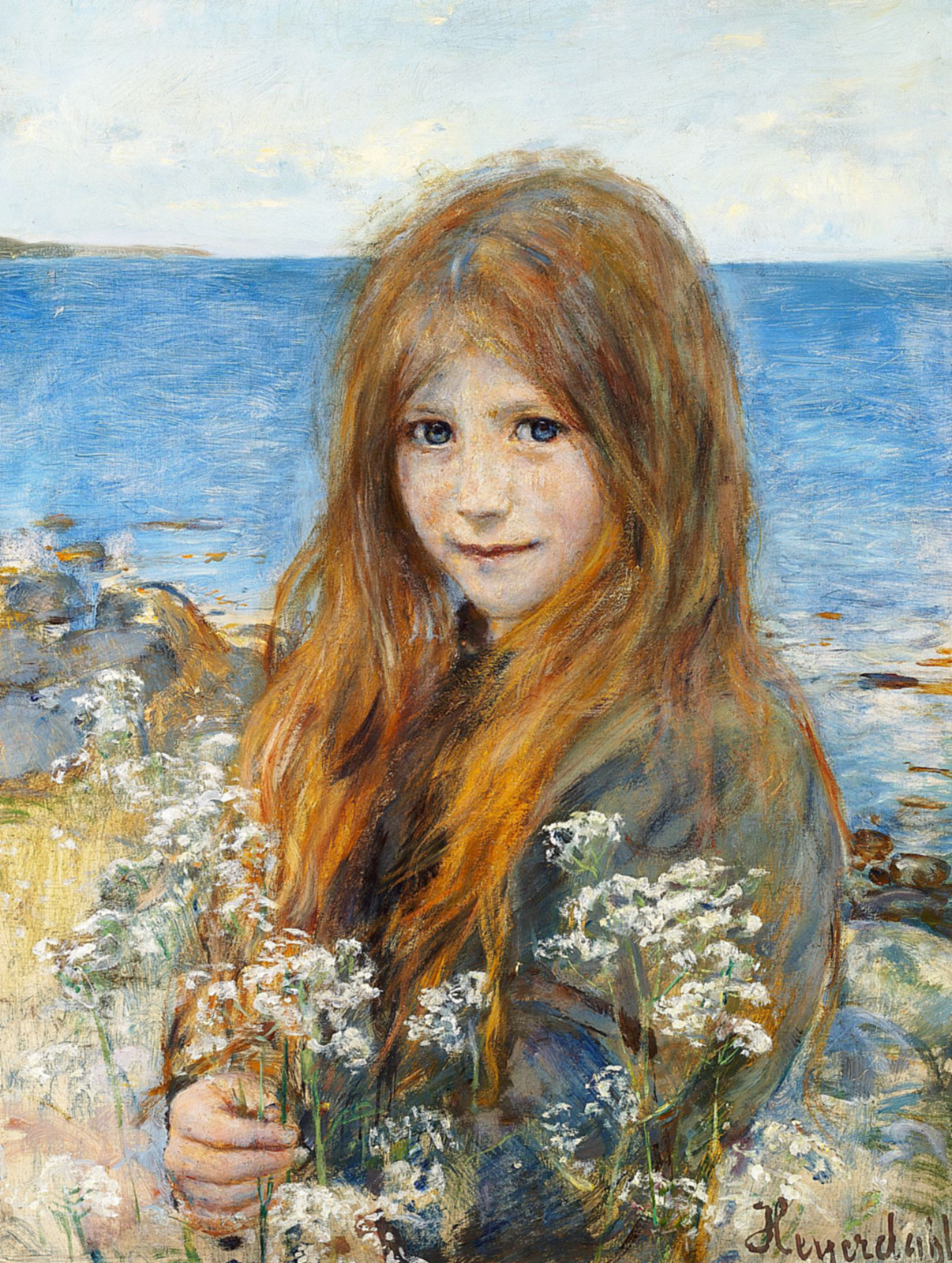
浜辺の少女